# 1960年8月大韓民國總統選舉
1960年8月大韓民國總統選舉（韩语：／*/?），是1960年8月12日由大韓民國的第二共和國民议院与參議院联席会议间接选举大韓民國第四任總統的選舉。选举结果民主黨尹潽善以压倒性优势胜出。

## 背景
1960年3月大韓民國總統選舉李承晚透过選舉舞弊胜出，但成为四·一九運動的導火索，最终李承晚在4月26日同意下台，第一共和國結束。第一共和國結束后，許政担任国务总理，在6月15日通过新憲法，进入第二共和。新憲法将韩国政体改为議會制，总统改由民议院与參議院联席会议间接选举产生，副总统职位取消，而负责选举总统的民议院与參議院议员在7月29日的1960年大韩民国国会选举产生。

## 结果
| 当落            | 候補者          | 得票数 | ％     |
| --------------- | --------------- | ------ | ------ |
| 当選            | 尹潽善          | 208    | 82.2   |
|                 | 金昌淑          | 29     | 11.5   |
|                 | 卞榮泰          | 3      | 1.2    |
|                 | 許政            | 2      | 0.8    |
|                 | 金度演          | 2      | 0.8    |
|                 | 其他            | 6      | 2.4    |
| 总计            |                 |        |        |
| 有效票          | 有效票          | 253    | 97.68  |
| 无效票          | 无效票          | 6      | 2.32   |
| 总票数          | 总票数          | 259    | 100.00 |
| 投票权数/投票率 | 投票权数/投票率 | 263    | 98.48  |

## 后续
總統選舉后8月16日尹潽善提名民主党旧派的金度演担任国务总理，但是17日的国会投票中，金度演以111票赞成、112票反对、1票無効被否決，19日民主党新派推举張勉为国务总理，以117票赞成、107票反对、1票無効通过，8月23日组成的张勉内阁，阁员全部由新派成员出任，民主党的派别争斗再度激化，旧派脱离民主党成立新民党，激化的党争导致第二共和國政治混亂，促成金鍾泌与朴正熙發動5·16軍事政變夺权。